# Club Deportivo Hielo Bipolo
El Club Deportivo Hielo Bipolo és un equip basc d'hoquei sobre gel de la ciutat de Vitòria. Va ser fundat l'any 2012 i entre els anys 2012 i 2014, de la mà del club de bàsquet Saski Baskonia, va competir a la Superlliga Espanyola, màxima categoria nacional d'aquest esport. Per raons de patrocini, el club es va conèixer com a Escor BAKH Vitoria.
En la seva breu trajectòria de dos anys a la categoria màxima del hoquei sobre gel estatal, el club guanya les dues lligues que disputa i una Copa, la del 2014, on derrota al Club Gel Puigcerdà a la final disputada al Palau de Gel de Barcelona. Val a dir que a la Copa del 2013 és finalista, perdent la final disputada a Puigcerdà enfront el Club Hielo Jaca. També guanya la primera edició de la Supercopa, l'any 2013, superant a la final al Club Hielo Jaca.
L'any 2015 el Club deixa de competir a la elit nacional i, des d'aleshores, el CD Hielo Bipolo tan sols competeix en categories inferiors formatives.

## Palmarès
- 2 Lligues: 2012-13 i 2013-14
- 1 Copa: 2014
- 1 Supercopa: 2013